# Comiso
Comiso (AFI: /ˈkɔ.mi.sɔ/; in siciliano: U Còmisu) è un comune italiano di 30 328 abitanti del libero consorzio comunale di Ragusa, in Sicilia.

## Origini del nome
In passato è stato sostenuto che l'odierna Comiso coincidesse con l'antica Casmene, subcolonia siracusana della quale si ha scarsa conoscenza.
Le fonti che riferiscono della posizione di quest'insediamento, supportate dai vari ritrovamenti archeologici effettuati nella zona e soprattutto nelle vicinanze, hanno infatti fatto pensare che l'originaria Casmene fosse situata sul "Cozzo di Apollo", colle dei monti Iblei appena sopra Comiso.
A inizio del Novecento, l'archeologo Paolo Orsi fece luce sull'origine di Casmene, che fu da lui definitivamente individuata presso monte Casale a Buscemi, di fianco al monte Lauro (dal latino laurus cioè "alloro", uno dei simboli del dio Apollo).
L'idea secondo cui il nome di Casmene si sia conservato, attraverso elaborate modificazioni, in quello odierno di Comiso trova spazio nello scritto poligrafo di un dotto gesuita di Comiso, P. Biagio La Leta, il quale spiega la variazione attraverso un fenomeno di metatesi qualitativa che da Casmene avrebbe condotto poi alla fonetica e alla grafia, prima, di Camsene e da questo, gradualmente, Camese e poi Comiso. Da rilevare il fatto che già nel Seicento la città viene chiamata nei documenti Ihomisus Casmenarum, lasciando ancora più dubbi al riguardo. È il caso di denotare che comunque questo tipo di ricostruzione linguistica è lontana dai più comuni cambiamenti della fonologia e morfologia del siciliano.
Proprio per queste incongruenze questo riferimento storico assomiglia più a un tentativo di ricostruzione paretimologico, cioè abbastanza arbitrario, tipico di molti autori del passato, oltre all'evidente fatto di contrastare con le successive scoperte archeologiche dell'Orsi.
Sono state perciò ipotizzate anche altre origini sul nome, fondandole spesso su incerte radici arabe o greco-bizantine di dubbia ricostruzione fonomorfologica.
Una di queste sosterrebbe che il nome dell'antica città sia rimasto pressappoco identico a quello conosciuto oggi, derivando da un'antica origine pre-ellenica oppure proprio da una voce greca in relazione a κώμη (kṓmē) (che significa “villaggio o città senza mura” o “quartiere di una città”) oppure ancora con kομίζω nel senso di “ricovero”. Quest'ultima ipotesi si rende, al contempo, sufficientemente tenue per via della definizione lessicografica che viene data del verbo κομίζω (komízō) che significa “prendersi cura di” oppure “portare”.
Sembra anche che sotto l'impero romano il nome di questa colonia fosse Jhomisus, che sotto i Bizantini divenne Comicio in onore della loro patria d'origine Comizo. Altre tesi sostengono che il nome Comiso sia d'origine araba e ne hanno offerto varia, e non sempre impeccabile, spiegazione: da jomes o yomiso (testa d'acqua) oppure kom (collina, monticello) e ancora koms o hums (quinta parte di terra confiscata), come Homs in Libia.
Le varie trascrizioni del passato riportano, come di consueto, altre forme storiche Comiciana, Comicini e Comicio, che hanno condotto fino a quella definitiva di Comiso, che compare per la prima volta in epoca normanna.
In siciliano è chiamato correntemente U Còmmisu; gli e le abitanti sono detti cumisari.

## Storia

### Dalle origini ai Cabrera
Le prime tracce di insediamenti umani nel territorio di Comiso appaiono nel periodo eneolitico, lungo l'arco collinare ibleo, dove si svilupparono i primi villaggi di popolazioni italo-sicule. Oggi rimangono una serie di ricoveri a grotta e a cella ricavate nei monti Monterace, Monteracello, Monte Tabbuto, Cozzo Apollo, Cava Porcaro. A valle, invece, si svilupparono degli insediamenti abitativi del tipo a capanna-rifugio. La presenza delle terme vicino alla fonte Diana risalente al II secolo testimonia la presenza di un nucleo abitativo attorno alla fonte fin dall'epoca romana. Si pensa infatti che quel luogo sia stato popolato dagli abitanti scampati alla distruzione di Kasmenai, durante la spedizione punitiva del console romano Marcello nel 212 a.C..
Con l'arrivo dei Bizantini e l'insediamento del potere religioso dell'impero d'oriente a Siracusa (330 d.C.), cominciarono a essere edificate numerose chiese. Nel periodo bizantino il casale di Comicio si concentrava attorno alle due chiese di S. Biagio e S. Nicola, in questo periodo fu munito di forti e torri di difesa. Intorno all'827 il casale fu duramente provato dall'invasione degli Arabi. Nel periodo normanno nascono i muri a secco, che caratterizzano ancora oggi il paesaggio collinare. La Comiso medievale si arricchisce di nuove vie urbane e di chiese, tra cui la chiesa della Misericordia, tuttora conservata. Nel 1393 Comiso viene a fare parte della Contea di Modica, assegnata ai Cabrera, fino al 1453, anno in cui a causa di una crisi economica questi ultimi la vendono a Periconio II Naselli.

### La signoria dei Naselli (dal 1453 al 1816)

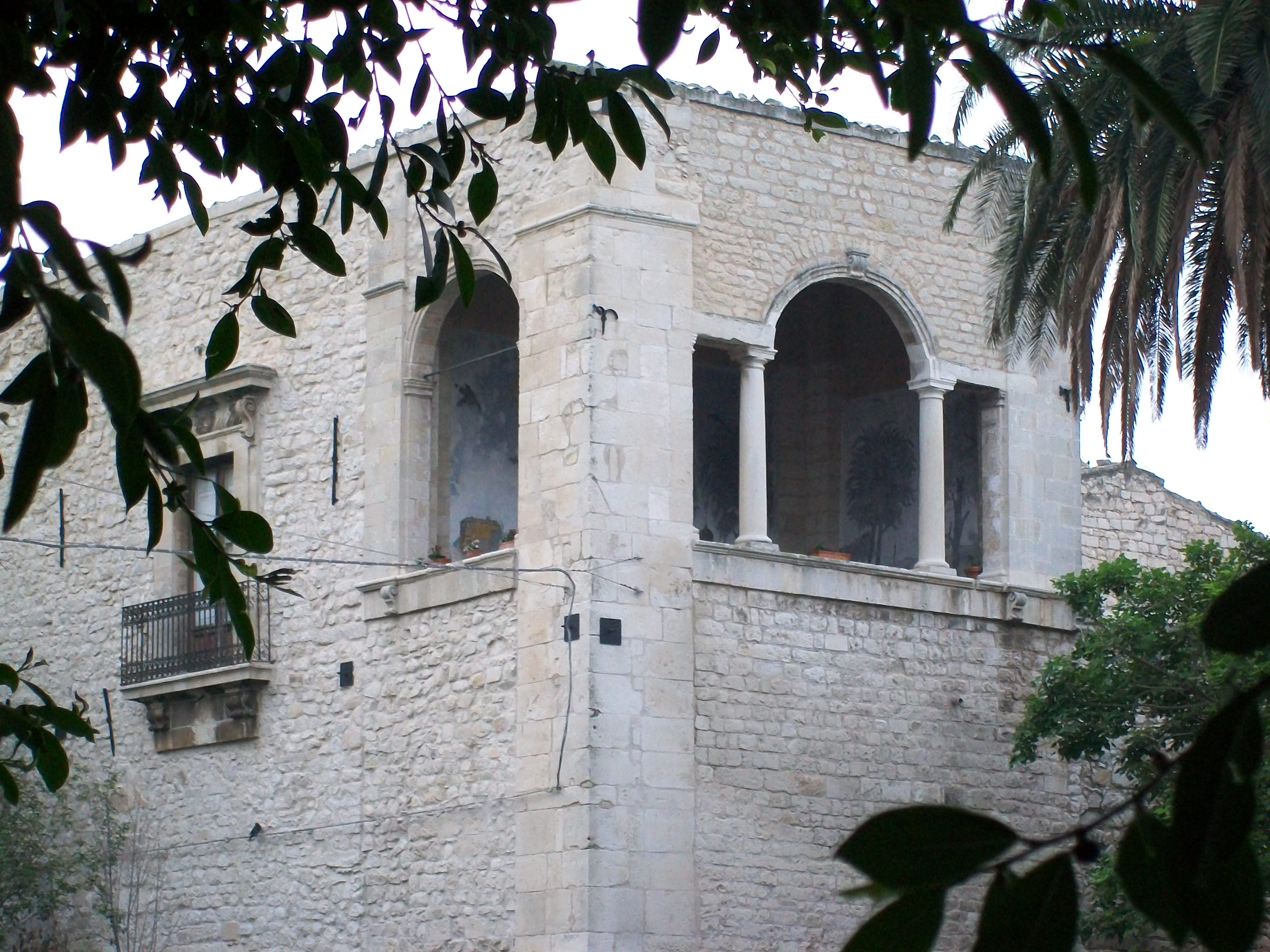
Castello dei Naselli

Sotto i principi Naselli Comiso visse un periodo di rinascenza e splendore, culminato nel 1571, quando Gaspare II elevò il "Baronato" di Comiso in "Contea". Durante il Rinascimento la città si arricchì delle chiese maggiori, di numerosi conventi e monasteri, di una Sede giuratoria, che ebbe sede presso il Castello dei Naselli, di un pubblico ospedale, detto Monte di Pietà, accanto alla chiesetta della Misericordia, e di una cartiera. A partire dal 1608 numerose famiglie comisane emigrarono nella vicina Vittoria, che era stata appena fondata da Vittoria Colonna de Cabrera.
Nella prima metà del Seicento operò a Comiso il padre Pietro Palazzo, uomo di sante virtù, che si adoperò per la crescita culturale e religiosa della città. Grazie anche al suo operato sorsero diversi conventi e monasteri che si occuparono della formazione di intere generazioni. Nel 1693 il disastroso terremoto che interessò tutto il val di Noto, rase al suolo le maggiori chiese cittadine e fece 90 morti. Con la soppressione della feudalità in Sicilia, voluta da Ferdinando di Borbone nel 1816, Baldassarre VII Naselli perdette definitivamente il governo della città.

### La Repubblica Indipendente di Comiso
Sul finire del 1944, scoppiava in molte città della Sicilia una rivolta contro la chiamata di leva alle armi del governo di Pietro Badoglio. La rivolta veniva alimentata da voci diffuse sulla probabilità che i coscritti di leva potessero essere inviati addirittura a combattere in Estremo Oriente per sostenere gli interessi anglo-americani. Sui muri delle città comparvero le scritte: “Non presentatevi”, “Presentarsi significa servire i Savoia”. Ebbero così inizio i cosiddetti moti dei “Non si parte”. Dopo essere stato assediato dai dimostranti, il prefetto di Palermo, Pampillonia, richiese l'intervento del Regio Esercito, che si rese responsabile della morte e del ferimento di molte persone.
Comiso divenne il centro di questi scenari insurrezionali, tanto che il 6 gennaio 1945 fu proclamata la “Repubblica di Comiso” retta da un governo popolare, con tanto di comitato di salute pubblica, squadre per l'ordine interno e distribuzioni di viveri a prezzi di consorzio. Comiso visse così per una settimana la sua indipendenza, fino all'11 gennaio quando il gen. Brisotto circondò la città minacciando bombardamenti aerei se Comiso non si fosse arresa. Anche per l'intermediazione del clero cittadino, gli insorti si arresero. Nonostante gli accordi presi, tutti i ribelli, circa 300, vennero arrestati e confinati a Ustica e Lipari, per essere amnistiati solo nel 1946 con la proclamazione della Repubblica italiana. Benito Mussolini, presidente, de facto, della Repubblica Sociale Italiana, conferì la medaglia d'argento alla Repubblica Indipendente di Comiso.

### Dal dopoguerra a oggi
Le principali vicende storiche dal dopoguerra a oggi sono strettamente collegate alla storia dell'aeroporto di Comiso. Il 7 agosto 1981 il governo Spadolini prende la decisione di localizzare nell'ex aeroporto di Comiso una base NATO con 112 missili "Cruise" a testata nucleare. La città di Comiso viene a trovarsi improvvisamente al centro di interessi e controversie di politica internazionale, che richiamano in città molti degli esponenti politici nazionali. Giacomo Cagnes, ex sindaco della città ed esponente di punta del PCI, si pone a guida dei movimenti locali anti-missili, mentre l'amministrazione comunale, capeggiata da Salvatore Catalano, si pone a favore della decisione del governo. Pio La Torre interviene più volte, allo scopo di dare maggiore impulso al movimento per la pace.
Il 4 aprile 1982 a Comiso viene organizzata una grande manifestazione, che fa confluire in città più di centomila persone provenienti da ogni parte d'Italia, appartenenti a vari movimenti pacifisti. Nello stesso anno incominciano i lavori di costruzione della base Nato. Il 5 maggio 1983 giungono i primi 225 militari americani. Nell'estate dell'83 cresce la tensione tra forze dell'ordine e pacifisti, che si erano accampati nei terreni attorno all'aeroporto; decine di manifestanti vengono feriti, altri arrestati.
Sono anni di continue manifestazioni e scontri, fino al 1986, quando i campi all'aperto dei pacifisti cominciano a smobilitare. A livello internazionale, l'arrivo di Gorbačëv inaugura una nuova politica di distensione e di pace tra le due potenze mondiali, che culmina nel 1987, quando viene firmato l'accordo tra Reagan e Gorbačëv sulla riduzione degli euromissili, con il quale si dichiarava lo smantellamento di tutte le basi europee entro i 10 anni successivi, tra cui anche quella di Comiso.
Nel 1991 l'ultima batteria di "Cruise" lascia la città, si chiude così un capitolo importante della storia cittadina. I riflettori nazionali tornano a essere puntati su Comiso nel 1999, anno in cui nei locali dell'ex base Nato vengono accolti, nell'ambito della "missione Arcobaleno" più di 5 000 profughi kosovari, sfuggiti allo scoppio di un conflitto armato e pulizia etnica nei loro confronti. In quest'occasione Comiso viene ribattezzata "Città della Pace".

### Simboli
Nello stemma del Comune di Comiso è raffigurata la dea Diana seduta su una brocca rovesciata e posta sulla fonte a lei dedicata, e con sopra la scritta Post Casmenarum fata nitida resurgo ("Dopo la distruzione di Casmene splendida rinasco"; il motto è inserito sul gonfalone nel XV secolo) per sottolineare l'origine della città di Comiso dall'antica Casmene. Qui mostrati sono, rispettivamente, quello che segue la blasonatura ufficiale e quello utilizzato dal Comune.

Il gonfalone di Comiso

Il gonfalone è un drappo trinciato di azzurro e bianco caricato dello stemma che segue la blasonatura ufficiale.

## Monumenti e luoghi d'interesse

### Architetture religiose

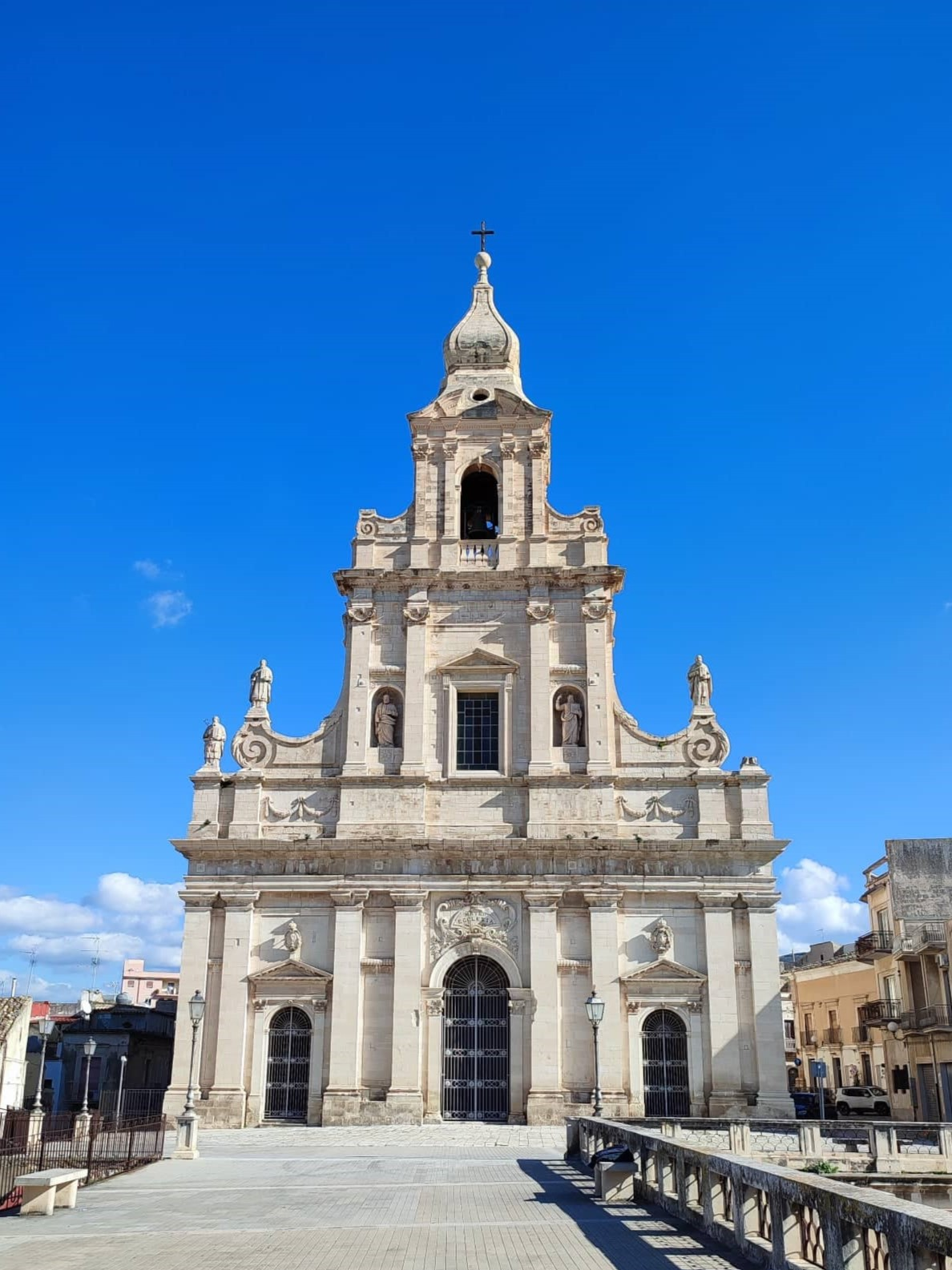
Chiesa Madre di Santa Maria delle Stelle

#### Chiesa Madre Santa Maria delle Stelle
La chiesa Madre di Comiso fu edificata nel XV secolo, su un tempio preesistente di impianto chiaramontano, dedicato a Santa Maria del Mulino, per la vicinanza all'antico mulino.
Dopo il disastroso terremoto del 1693 fu distrutta e ricostruita nel 1699 grazie al generoso contributo del conte Baldassarre IV Naselli. Dell'originaria costruzione rimangono i pilastri e il sesto acuto della navata centrale. La cupola, di stile neogotico, fu ultimata nel 1894, mentre il campanile fu completato solo nel 1936 per opera dell'ing. Santoro Secolo.
All'interno è possibile ammirare: un pregiato soffitto ligneo, opera del messinese Antonio Iberti, detto il Barbalonga; una statua marmorea della Madonna del Carmelo, attribuita alla scuola della famiglia Gagini; l'altare maggiore in marmi policromi e lapislazzuli; il monumento funerario di Baldassarre V Naselli.

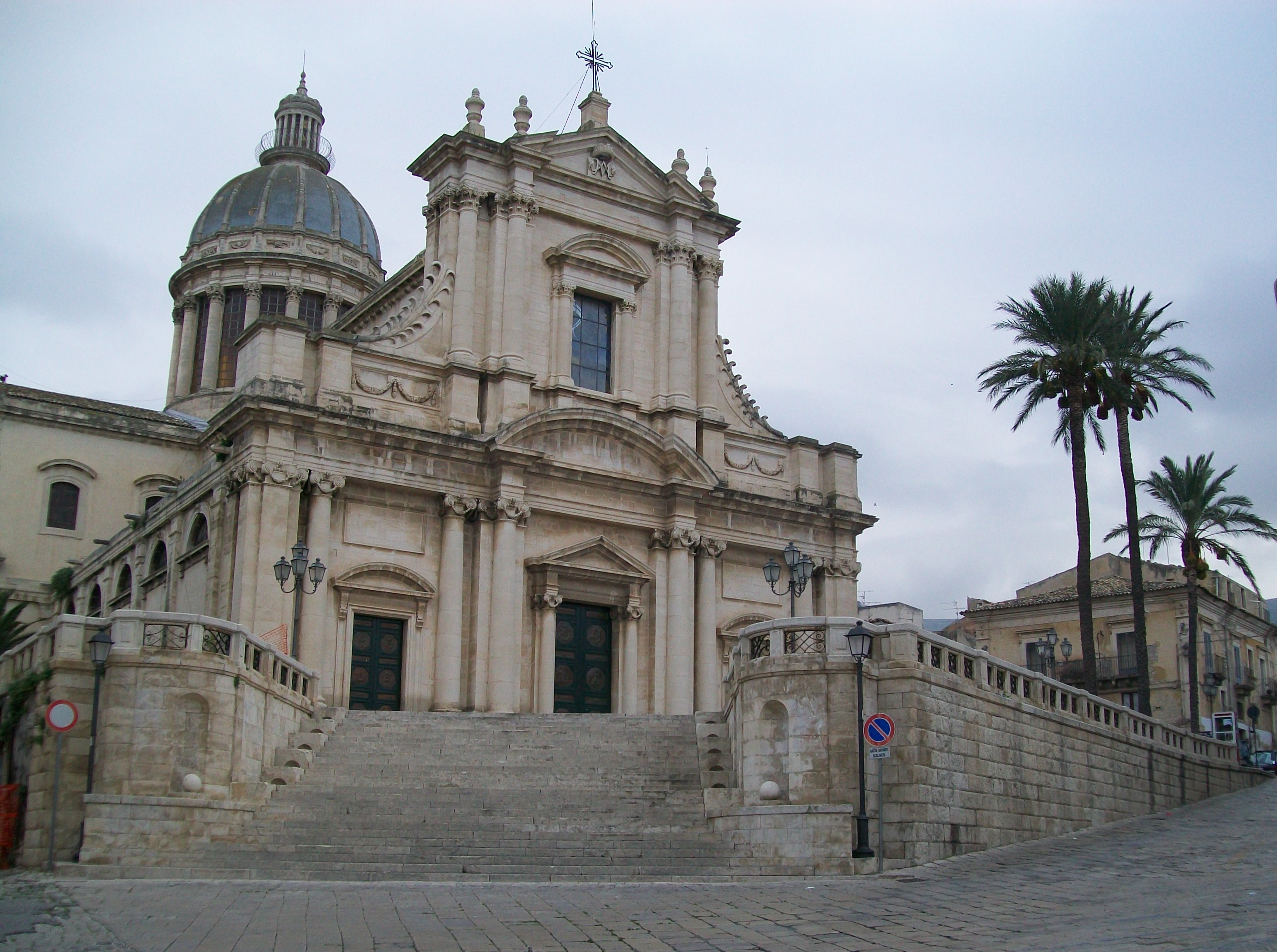
Basilica Maria SS. Annunziata

#### Basilica Maria SS. Annunziata
La chiesa fu ricostruita e ampliata sulla preesistente chiesa di origine bizantina di San Nicola e ultimata nel 1591. A causa del terremoto del 1693 il tempio subì danni, ma fu ricostruito in stile neoclassico tra il 1772 e il 1793 su progetto dell'architetto Giovan Battista Cascione Vaccarini, nipote del palermitano G. B. Vaccarini.
La cupola, progettata dall'architetto comisano S. Girlando, fu ultimata nel 1885. Posta in cima a una scenografica scalinata, la Chiesa possiede una pianta a croce latina ed è divisa in tre navate, con volta a botte sostenuta da 10 grandi archi a tutto sesto.
L'interno è arricchito di opere di notevole importanza, tra cui una statua lignea policroma di S. Nicola che recenti studi hanno datato alla seconda metà del XVI secolo, due tele di Salvatore Fiume raffiguranti La Risurrezione e La Natività, un crocifisso ligneo attribuito a frate Umile da Petralia del XVII secolo; una pregevole tela dell'Assunzione di Maria, firmata "Narcisus Guidonius", un monumentale fonte battesimale in marmo e bronzo opera di Mario Rutelli, realizzato nel 1912 e inaugurato il 15 agosto 1913.

#### Santuario di San Francesco all'Immacolata
Splendido gioiello dell'architettura comisana, questa chiesa fu edificata sotto i Chiaramonte, feudatari di Comiso, nei primi anni del Trecento. La Chiesa, Monumento Nazionale, è a una sola navata con copertura a capriate scoperte, presenta un'abside a pianta quadrata, con absidiola a cupola a otto spicchi su pennacchi a favo, e stalattiti a conchiglia di chiara ispirazione arabo-gotica. Nel 1478 fu addossato alla chiesa il convento dei frati minori, che presenta un grazioso chiostro, racchiuso da un sobrio portico di spirito quattrocentesco.
All'interno troviamo: il monumento funebre di Baldassarre II, detto il Conte Rosso (attribuito ad Antonello Gagini), composto da un sarcofago, sul cui coperchio è posta una statua del defunto, giacente come immerso in un sonno sereno. Il tutto è sormontato da una formella quadrangolare raffigurante la Madonna col Bambino; il monumento funebre di Baldassare I, posto dietro l'altare maggiore; un portale rinascimentale in pietra locale, proveniente dall'antica chiesa del SS. Cristo; una tela raffigurante la Madonna Immacolata; una tela raffigurante S. Placido, S. Tecla e S. Donato, opera di ignoto.

#### Chiesa di S. Biagio
I lavori per la costruzione della chiesa del santo patrono incominciarono nel 1500 sulle rovine dell'antichissima chiesa basilide di Abraxia (III-IV secolo), a sua volta incorporata nelle strutture della chiesa romanica di San Biagio il Vecchio. La chiesa si presentava a tre navate con cupola centrale, che andarono completamente distrutte nel terremoto del 1693.
Nel 1700 fu ricostruita a una sola navata, fu innalzato un piccolo campanile ricoperto di raffinati cotti smaltati e fu collocata all'esterno una statua di pietra locale raffigurante il santo patrono San Biagio.
La graziosa facciata, armoniosamente scandita da paraste e nicchie, domina l'imponente scalinata di accesso.

#### Ex Chiesa del Gesù (o di San Filippo Neri)
La chiesa fu eretta per volontà del comisano servo di Dio padre Pietro Palazzo nel 1616, realizzata per ospitarvi la nascente comunità della congregazione dei padri filippini e fu definitivamente sconsacrata nel 1866 a causa della soppressione degli ordini religiosi. L'edificio conserva una pregevole soffitto ligneo, attribuito a Olivio Sozzi, con una serie di dipinti raffiguranti scene della vita di san Filippo Neri.

#### Chiesa S. Maria della Grazia (dettadei Cappuccini)
La chiesa è situata nella parte alta della città, dove anticamente sorgeva il convento dei padri cappuccini, già sede dell'ospedale Regina Margherita.
La data di edificazione è indicata nel 1614. Il tempio è a una sola navata, di semplice fattura.
Addossata al tempio esiste una cappella mortuaria, nella quale si conservano le spoglie imbalsamate di frati e borghesi, tra cui in buono stato di conservazione la salma di Gabriele Distabile (detto "u Caviraruni"). Nel suo interno si conservano opere di notevole interesse artistico tra cui spicca un raffinato altare ligneo con intarsi.

#### Chiesa San Giuseppe lo Sperso
Chiamata dalle persone del posto San Giusippuzzu, è antecedente al terremoto del 1693, venne ricostruita nel 1730 (come testimonia un bassorilievo lapideo sulla porta d'ingresso). La chiesa viene nominata nelle varie Sacre Visite Pastorali dal 1847 al 1889, ed è stata restaurata nel 1997.

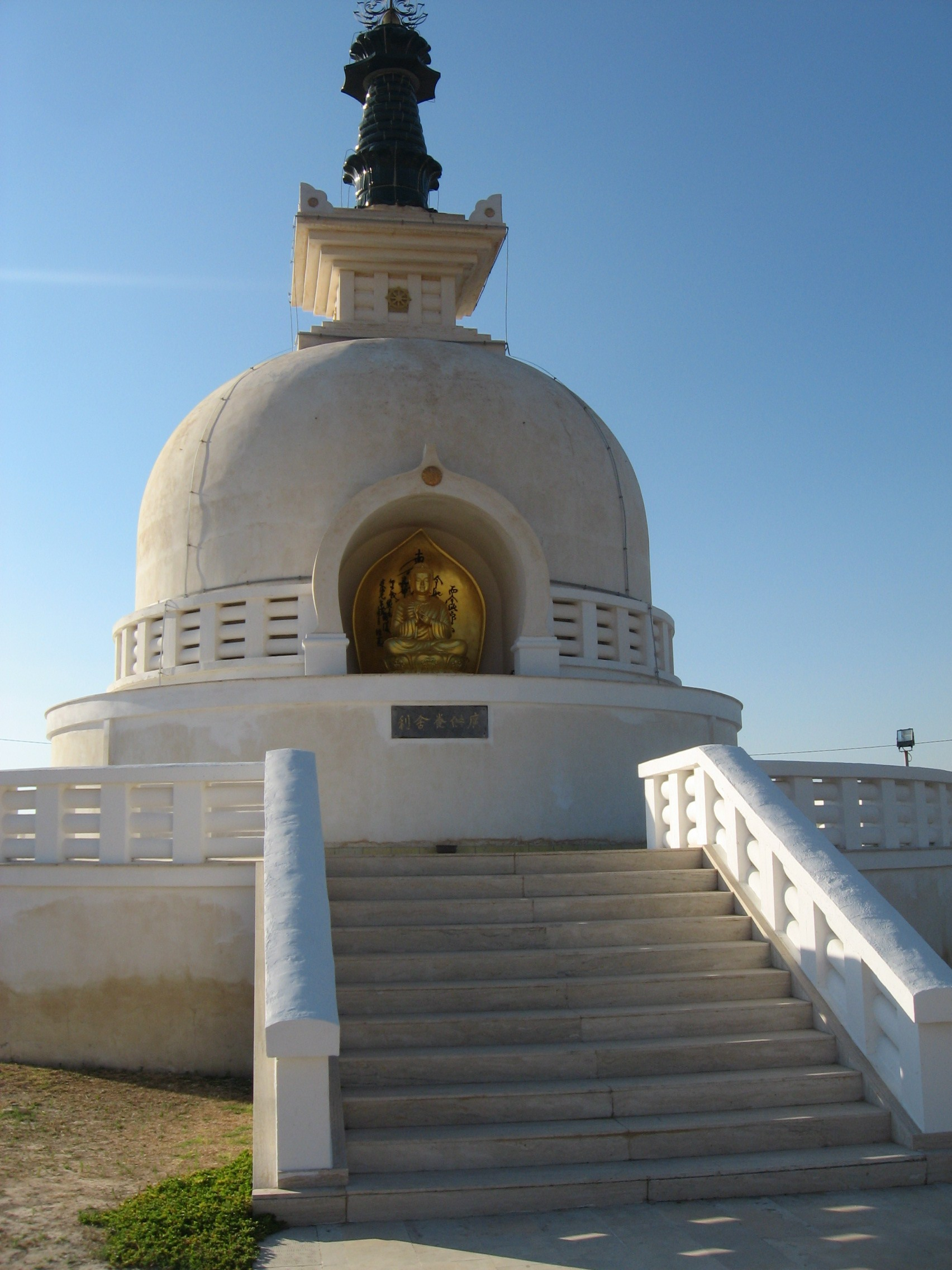
Pagoda della pace

#### Pagoda della pace
Quella di Comiso è una delle pochissime pagode realizzate in Europa. Essa è stata fortemente voluta dal rev. Gyosho Morishita, monaco buddhista venuto a Comiso negli anni ottanta, ed è stata inaugurata il 24 maggio 1998. È alta 16 metri con un diametro di 15 metri e ha l'aspetto classico dello stupa indiano con la sua forma a cupola rotonda sormontata da un pinnacolo.
Interamente rivestita di pietra locale, di colore bianco, che le conferisce visibilità a chi dalla città volge lo sguardo verso la collina di Canicarao.

### Architetture civili

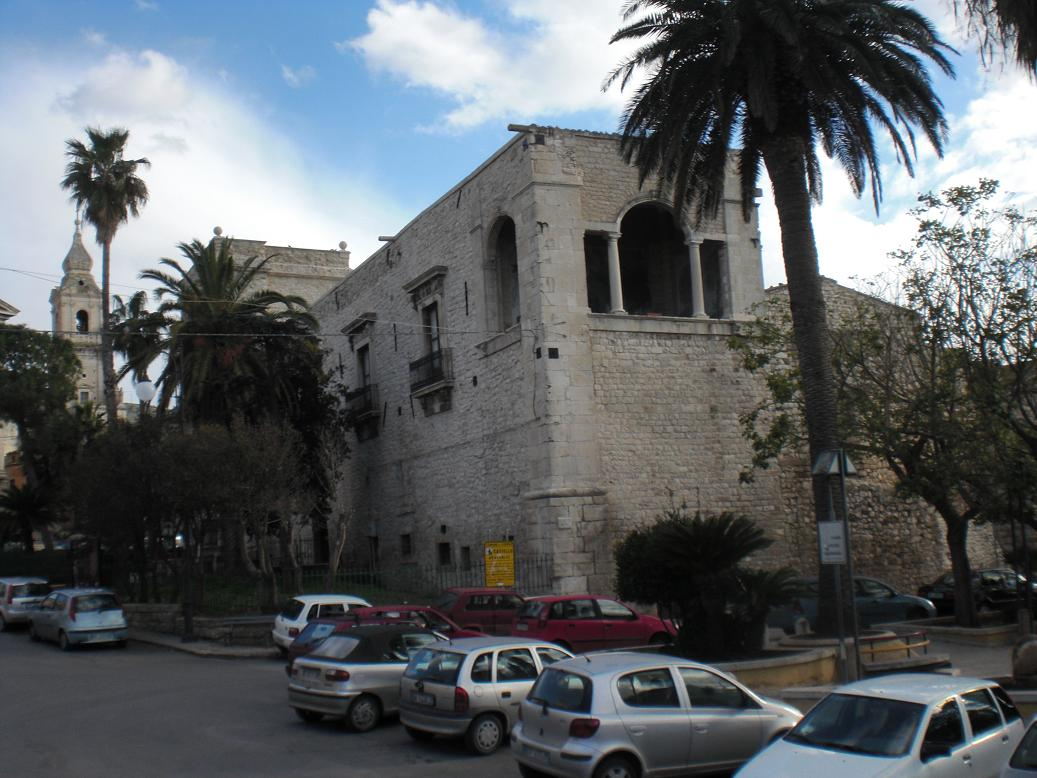
Il castello dei Naselli d'Aragona

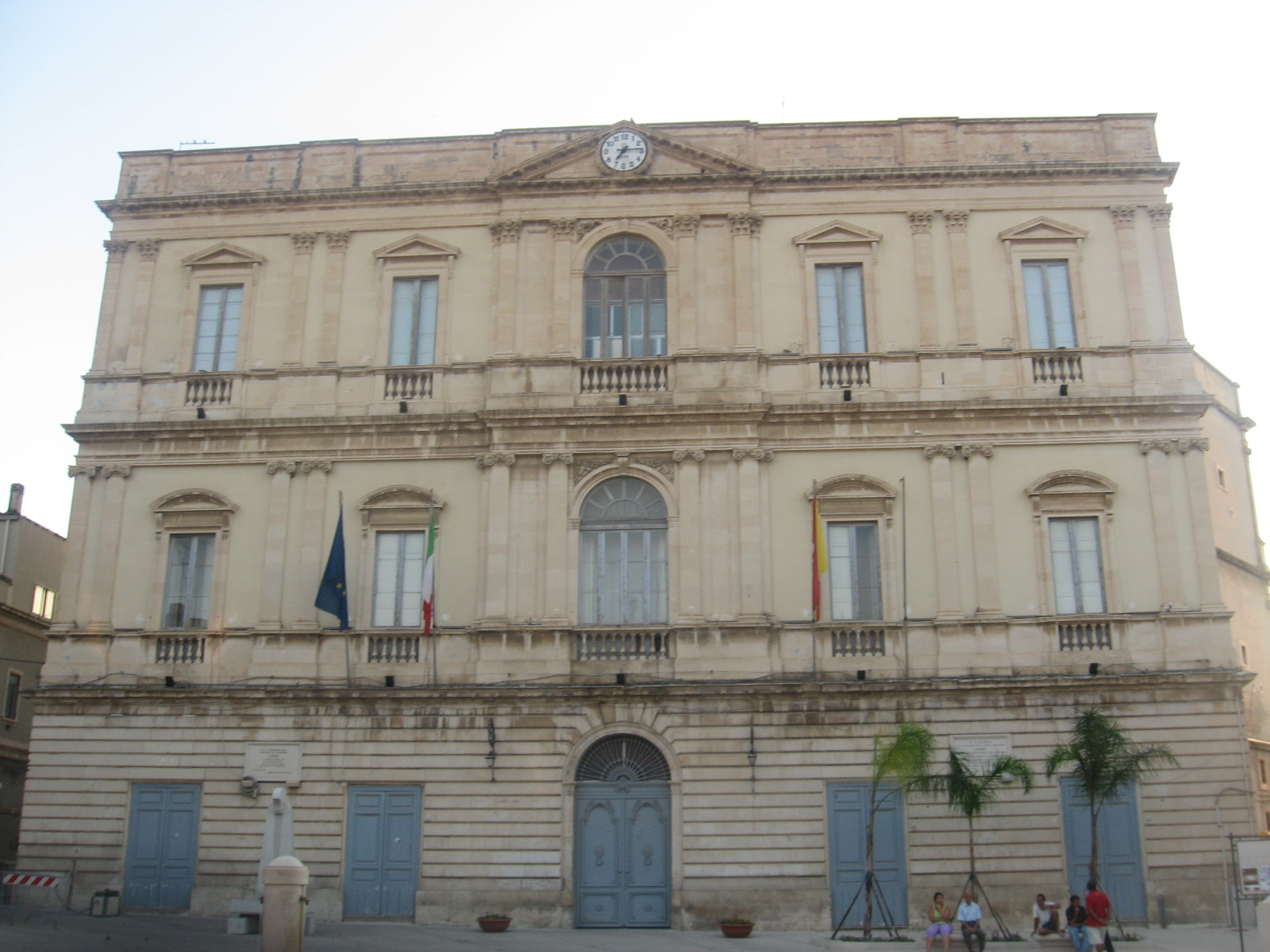
Il palazzo comunale di Comiso

#### Castello dei Naselli d'Aragona
Le prime notizie certe sul castello risalgono al 1330, ma nella sua struttura attuale fu costruito intorno al 1497. Il castello rinascimentale sorse su un edificio sicuramente di epoca classica, lo testimoniano alcuni busti e iscrizioni di epoca romana, che furono inglobati nel nuovo edificio. L'edificio appartenne ai vari signori di Comiso, dai Berlinghieri, alla casata dei Chiaramonte, ai Cabrera, fino ai Naselli che lo acquistarono nel 1453.
La parte più antica del Castello è il Battistero dedicato a San Gregorio Magno, con resti di affreschi di epoca bizantina e risalente intorno all'anno mille. 
Il castello presenta un torrione rotondo a nord, che in origine era una cuba araba, e una torre quadrangolare sul lato est.
La parte nord del Castello è caratterizzata da un'elegante trifora serliana, che fu aggiunta nel 1728, nella loggetta le pareti sono affrescate con paesaggi e voli di uccelli.

#### Palazzo comunale
Il palazzo del municipio sorge dove un tempo si trovavano il monastero e la chiesa di San Giuseppe e si affaccia sulla piazza Fonte Diana. Edificato tra il 1872 e il 1887, presenta una facciata di stile neoclassico scandita da finestre con timpani curvilinei e triangolari. Al suo interno una imponente scala in marmo di Carrara progettata dall'architetto Fianchini.

#### Ex mercato Ittico

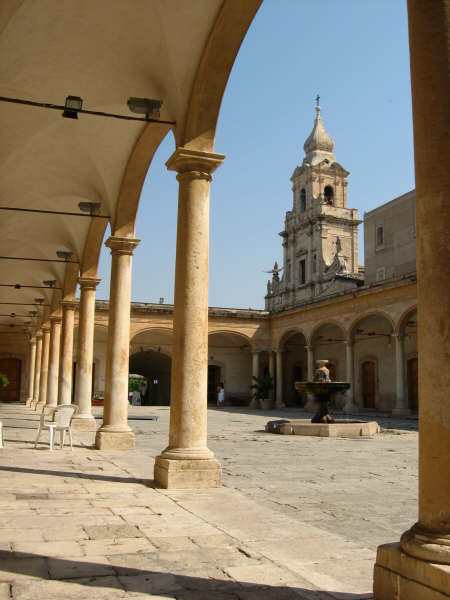
Chiesa Madre ed ex Mercato ittico

Il mercato vecchio fu costruito nel 1867 su progetto dell'architetto Fianchini, e fino alla metà del Novecento vi si vendeva il pesce e la carne. L'edificio, caratterizzato da eleganti loggiati esterni e interni, è abbellito all'interno da una fontana. Oggi ospita il Museo Civico di Storia Naturale e la sede della Fondazione "G. Bufalino".

#### Palazzo Occhipinti
Risalente al 1700. Progettato da Rosario Gagliardi in stile tardo-barocco.

#### Palazzo Iacono-Ciarcià
Si presume realizzato dal Gagliardi, si affaccia sulla piazza cittadina con un vasto ballatoio a terrazzo, sotto un elegante portico (i cosiddetti "archi ri ronna Pippa").

#### Palazzo Trigona di Canicarao
Costruito nel 1700, su un nucleo originario del 1400, dall'architetto Rosario Gagliardi. Il palazzo, voluto dalla famiglia Trigona, marchesi del feudo di Canicarao, come sede residenziale e amministrativa, domina l'ampia vallata e la campagna circostante Comiso.
Il corpo dell'edificio è a blocco, con torre centrale merlata, che si eleva al di sopra del portale archivoltato. La residenza del Signore era posta ai piani superiori, mentre nei locali del piano terra vi alloggiavano i servi e i mezzadri. Il tutto si affaccia su una corte interna rettangolare rivestita di basole.

### Siti archeologici

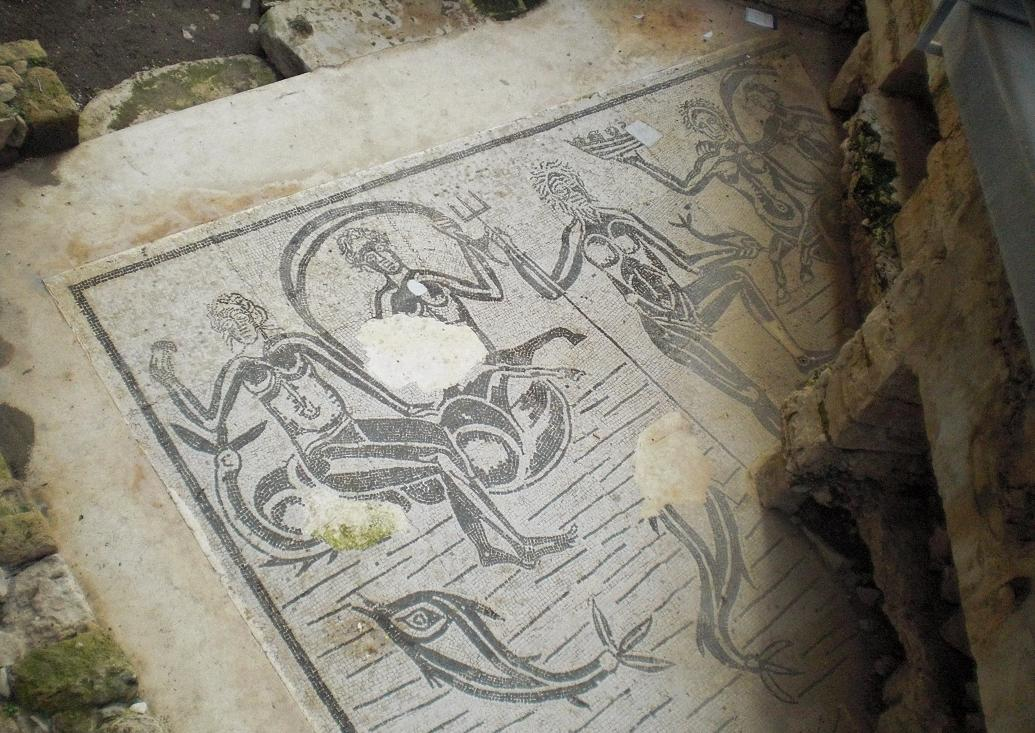
Mosaico delle terme romane

#### Terme romane di Diana
Si tratta di terme urbane costruite tra il Dianae fons e il fiume Ippari. Furono studiate per la prima volta nel 1935 dagli archeologi Biagio Pace ed E. Erias e portate alla luce nel 1989. Alimentate un tempo dalla fonte Diana, hanno origine in epoca romana (secoli II-III d.C.) e furono utilizzate fino al periodo bizantino. Le tre campagne di scavi hanno messo il luce il tepidarium, un grande ninfeo poligonale, un alveus, il calidarium.

È stato inoltre rinvenuto un raffinato pavimento a mosaico costituito da tessere di bianco calcare compatto e tessere nere di basalto raffigurante Nettuno, attorniato da due gruppi di Nereidi cavalcanti dei tritoni.

#### Cava Porcaro
Il sito archeologico di Cava Porcaro comprende alcune grotte ipogeiche con tombe preistoriche, risalenti al periodo eneolitico.

### Aree naturali
Parte del territorio comunale è compresa all'interno della Riserva naturale orientata Pino d'Aleppo.

## Società

### Evoluzione demografica
Abitanti censiti

### Etnie e minoranze straniere
Secondo i dati ISTAT al 31 dicembre 2024 la popolazione straniera residente era di 3 417 persone che rappresentano il 10,7% della popolazione residente. Le nazionalità maggiormente rappresentate in base alla loro percentuale sul totale della popolazione residente sono:

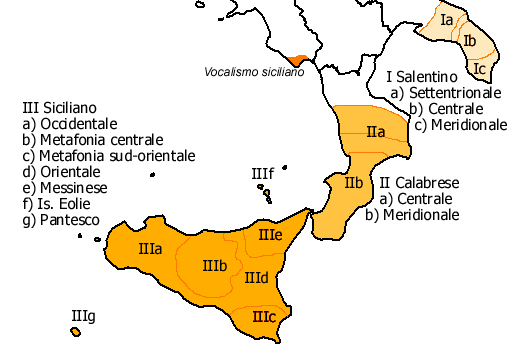
Distribuzione del gruppo siciliano

- Tunisia 1230
- Romania 596
- Albania 211
- Marocco 188
- Somalia 144
- Ucraina 127

### Lingue e dialetti
Oltre alla lingua ufficiale italiana, a Comiso si parla la lingua siciliana nella sua variante metafonetica sud-orientale. La ricchezza di influenze del siciliano, appartenente alla famiglia delle lingue romanze e classificato nel gruppo meridionale estremo, deriva dalla posizione geografica dell'isola, la cui centralità nel mar Mediterraneo ne ha fatto terra di conquista di numerosi popoli gravitanti nell'area mediterranea.

### Tradizioni e folclore
La terza domenica di maggio si svolge la festa di Maria SS. Addolorata, venerata nel Duomo di Santa Maria delle Stelle - Chiesa Madre.

## Cultura

### Scuole

#### Istituto Statale d'Arte "Salvatore Fiume"
Nacque come scuola d'arte con un Regio Decreto nel 1907 e fin dagli inizi ha svolto un ruolo fondamentale nella valorizzazione del patrimonio artigianale di Comiso, "città della pietra". Molti nomi illustri si sono formati tra i suoi banchi, tra cui spicca l'artista Salvatore Fiume, a cui l'istituto è intitolato.
Oggi la scuola è divenuta Liceo artistico.

#### Istituto d'Istruzione Secondaria Superiore "Giosuè Carducci"
Nel 1902 nacque a Comiso il liceo classico. Oggi l'istituto presenta quattro sezioni: classica, scientifica, commerciale/turistico e artistica.

### Biblioteche

#### Biblioteca comunale "F. Stanganelli"
La biblioteca comunale, oggi sita nei locali dell'ex Scuola d'Arte, possiede circa 55 000 volumi, di cui 1 177 volumi provenienti in gran parte dal vicino oratorio dei padri filippini e dal convento dei padri cappuccini e risalenti ai secoli XVI-XVIII.

Venne formalmente istituita nel 1906, ma è a partire dal 1918 che, grazie al canonico Flaccavento (detto "lo Stanganelli") la biblioteca ebbe il suo impulso decisivo: l'impegno profuso dal religioso fece sì che vari cittadini donassero all'ente libri e pubblicazioni, andando ad arricchire il già cospicuo fondo librario.

#### Biblioteca "Gesualdo Bufalino"
La biblioteca è situata presso la sede della Fondazione Bufalino, nell'ex mercato ittico, luogo dove lo scrittore trascorreva il suo tempo libero passeggiando e conversando con gli amici. In essa si conservano, oltre ad alcuni manoscritti dello scrittore, tutte le sue opere nelle varie edizioni italiane e straniere, la sua biblioteca privata (un fondo librario di oltre 9 000 volumi), una piccola emeroteca, un epistolario, una collezione di 600 dischi e cd, una videoteca di 350 videocassette, molte delle quali registrate dallo stesso Bufalino, e un archivio fotografico.

### Musei
Il Museo civico di Storia Naturale, istituito nel 1991, ha sede presso l'ex mercato ittico, dove è presente la Sezione dei Cetacei e delle Tartarughe marine; invece, presso il primo piano dell'ex Scuola d'arte, è fruibile la Sezione Paleontologica e la Sezione Zoologica. Il museo possiede circa 10 000 reperti fossili di vari invertebrati e vertebrati del quaternario siciliano. Sono inoltre presenti un centinaio di minerali siciliani, oltre a diverse migliaia di conchiglie, di insetti, un'importante collezione di crostacei e pesci del Mediterraneo, vari rettili, uccelli, mammiferi terrestri e marini naturalizzati, nonché diversi preparati osteologici.

## Economia

### Agricoltura
Dall'area comisana proviene una varietà di pecora (detta appunto comisana), caratterizzata dal muso rossiccio e da una caratteristica grassa appendice caudale.

### Artigianato
Sono da ricordare lo sfilato comisano e la lavorazione della Pietra di Comiso.

## Infrastrutture e trasporti

### Strade
Le strade principali che servono Comiso sono la SS.115 (Sud Occidentale Sicula) e la SS.514 (di Chiaramonte).
La SS.194 Ragusana è in fase di raddoppio da parte dell'ANAS con adeguamento a due corsie per ciascun senso di marcia su carreggiate separate. Il progetto approvato riguarda l'itinerario Ragusa-Catania, ovvero l'ammodernamento delle strade statali 514 "di Chiaramonte" e 194 "Ragusana" nel tratto compreso tra l'innesto con la strada statale 115, nei pressi di Comiso.

### Aeroporto
Nel territorio comunale si trova l'Aeroporto di Comiso, realizzato durante il ventennio fascista e riconvertito da base militare a moderno aeroporto civile "Vincenzo Magliocco"; successivamente è stato intitolato a Pio La Torre.

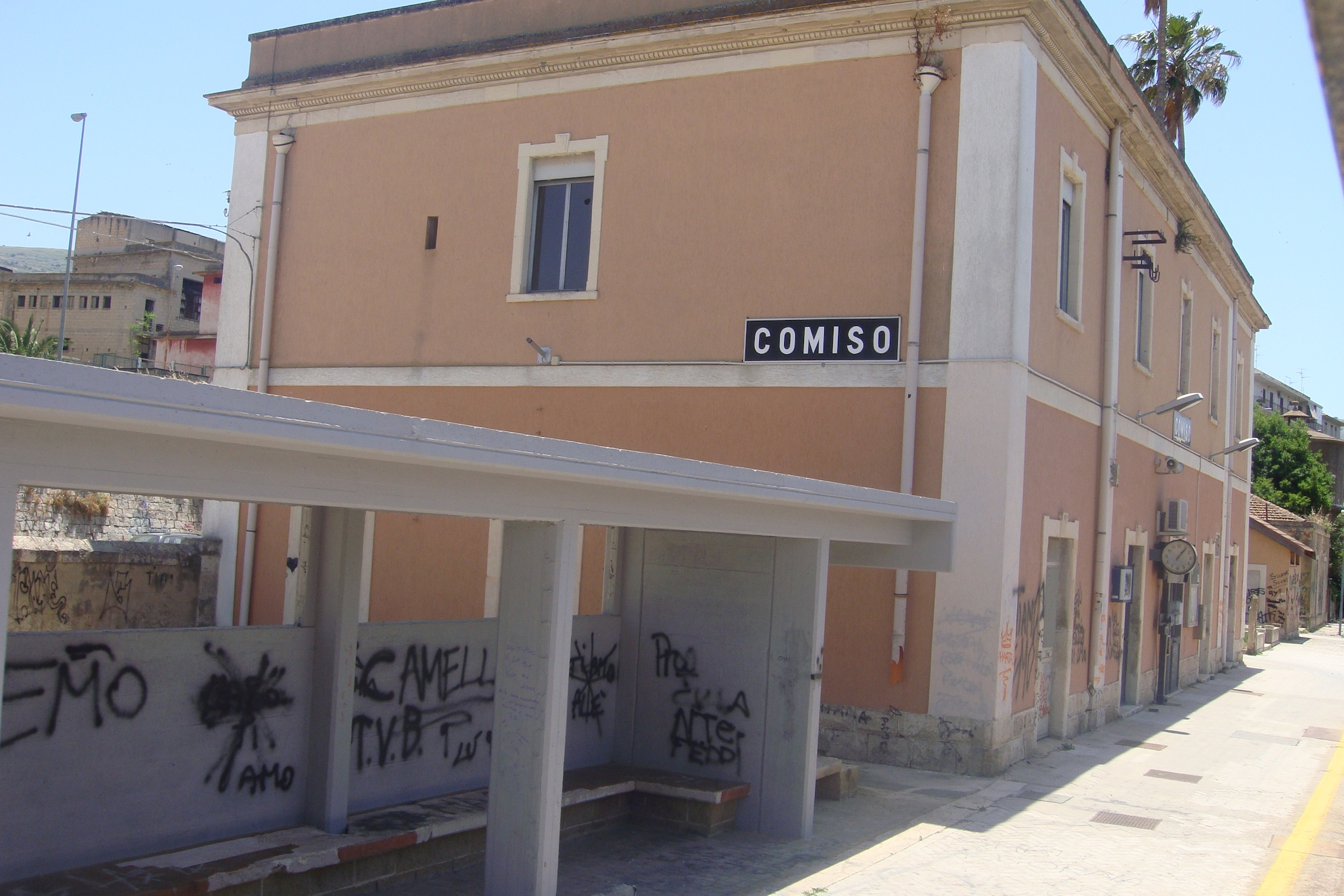
edificio stazione nel 2009

### Ferrovie
Il comune è servito dalla stazione omonima posta sulla linea Caltanissetta Xirbi-Gela-Siracusa.  Il viaggio in treno per Ragusa dura 30 minuti, per Siracusa 2 ore e 30 minuti, per Licata 1 ora e per Caltanissetta Xirbi 2 ore e 17 minuti.

## Amministrazione
| Periodo        | Periodo        | Primo cittadino                 | Partito                                                  | Carica                  | Note |
| -------------- | -------------- | ------------------------------- | -------------------------------------------------------- | ----------------------- | ---- |
| 1862           | 1870           | Emanuele Calogero               |                                                          | Sindaco                 |      |
| 1870           |                | Raffaele Caruso                 | conservatore                                             | Sindaco                 |      |
| 1877           | 1889           | Giuseppe Morso                  |                                                          | Sindaco                 |      |
| 1889           |                | Raffaele Caruso                 |                                                          | Sindaco                 |      |
|                |                | Carmelo Spadaro                 |                                                          | Sindaco                 |      |
| 1914           | 1921           | Giuseppe Di Vita                | socialista                                               | Sindaco                 |      |
| 1922           | 1926           | Salvatore Ammendola             | Partito Nazionale Fascista                               | Sindaco                 |      |
| 1926           |                | Vincenzo Ignaccolo              |                                                          | Podestà                 |      |
| 1932           | 1933           | Gioacchino Pelligra             |                                                          | Podestà                 |      |
| 1933           | 1934           | Enzo Secolo                     |                                                          | Podestà                 |      |
|                | 1934           | Mario Ferreri                   |                                                          | Podestà                 |      |
| 1934           | 1943           | Biagio Bellassai                |                                                          | Podestà                 |      |
| 1945           | 1946           | Celestino Di Vita               |                                                          | Sindaco                 |      |
| 1946           | 1952           | Francesco Morso                 | Democrazia Cristiana                                     | Sindaco                 |      |
| 1952           | 1965           | Giacomo Cagnes                  | Partito Comunista Italiano                               | Sindaco                 |      |
| 1965           | 1967           | Nicastro                        |                                                          | Commissario prefettizio |      |
| 1967           | 1973           | Salvatore Carnazza              | Partito Socialista Italiano                              | Sindaco                 |      |
| 1973           | 1974           | Antonino Rosso                  | Partito Socialista Italiano                              | Sindaco                 |      |
| 1974           | 1978           | Giacomo Cagnes                  | Partito Comunista Italiano                               | Sindaco                 |      |
| 1978           | 1984           | Salvatore Catalano              | Partito Socialista Italiano                              | Sindaco                 |      |
| 1984           | 1985           | Salvatore Zago                  | Partito Comunista Italiano                               | Sindaco                 |      |
| 1985           | 1985           | Scialabba                       |                                                          | Commissario prefettizio |      |
| 1985           | 1987           | Rosario La Perna                | Partito Socialista Italiano                              | Sindaco                 |      |
| 1987           | 1994           | Salvatore Zago                  | Partito Democratico della Sinistra                       | Sindaco                 |      |
| 1994           | 1994           | Antonio Puce                    |                                                          | Commissario prefettizio |      |
| 26 giugno 1994 | 6 giugno 1998  | Pasquale Puglisi                | Alleanza Nazionale                                       | Sindaco                 |      |
| 7 giugno 1998  | 14 aprile 2008 | Giuseppe Digiacomo              | Partito Democratico della Sinistra - Partito Democratico | Sindaco                 |      |
| 15 aprile 2008 | 15 giugno 2008 | Angelo Moceri                   |                                                          | Commissario prefettizio |      |
| 16 giugno 2008 | 23 giugno 2013 | Giuseppe Alfano                 | Il Popolo della Libertà-Forza Italia                     | Sindaco                 |      |
| 24 giugno 2013 | 26 giugno 2018 | Filippo Spataro                 | Partito Democratico                                      | Sindaco                 |      |
| 27 giugno 2018 | in carica      | Maria Rita Annunziata Schembari | #DiventeràBellissima - Fratelli d’Italia                 | Sindaca                 |      |

## Sport
Ha sede nel comune la società di calcio ASD Città di Comiso.

## Galleria d'immagini

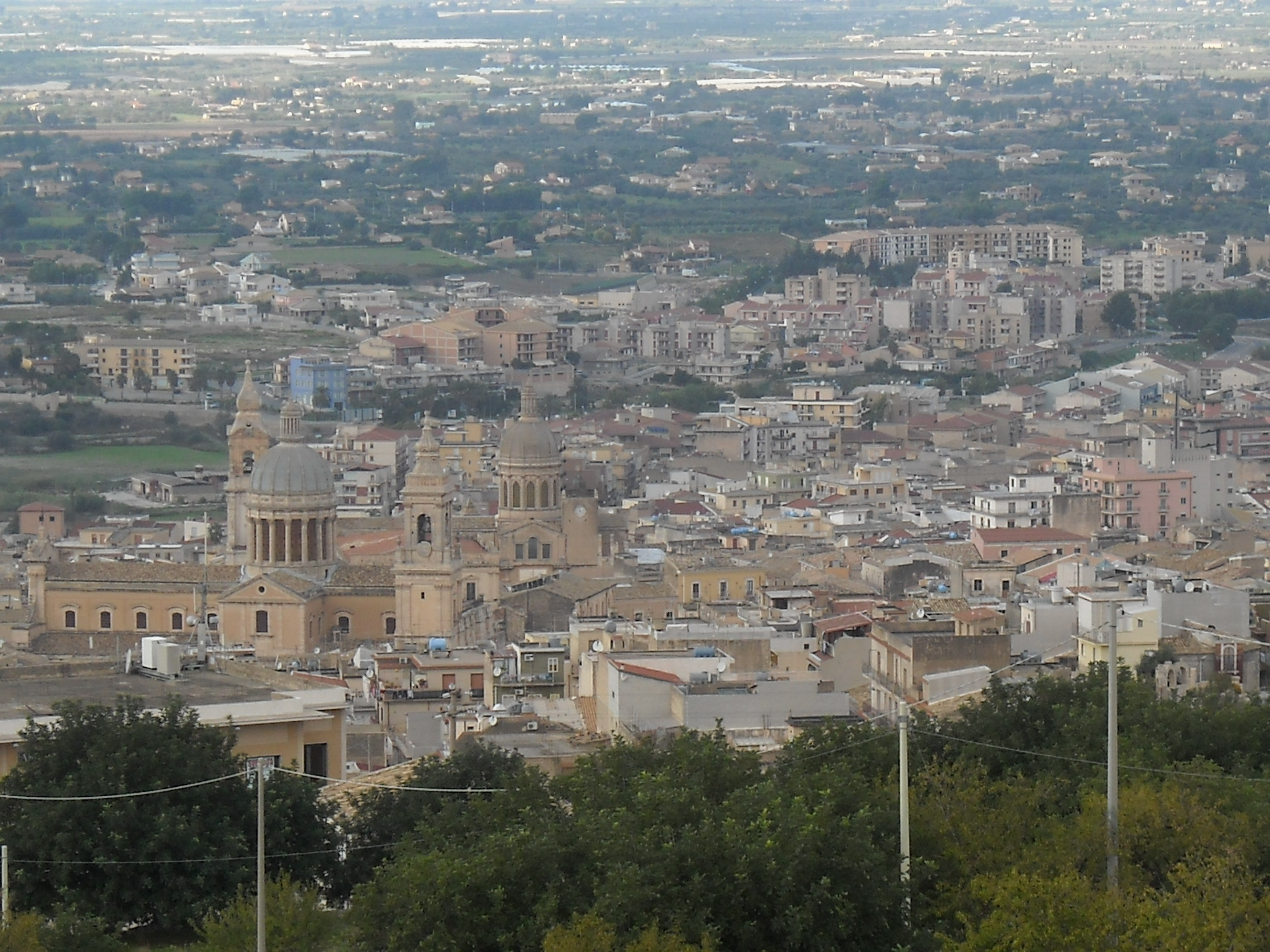
Panorama
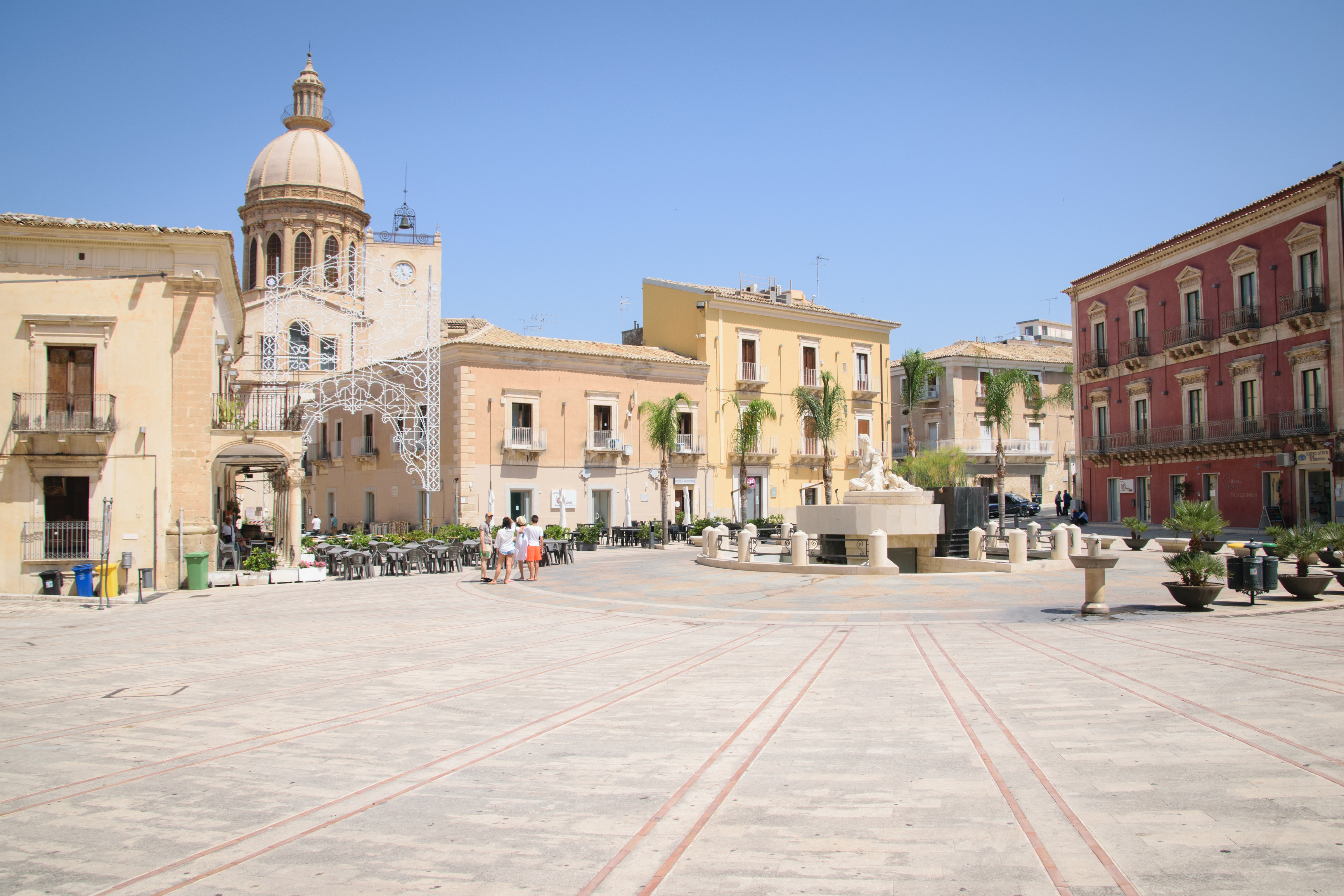
Comiso, piazza Fonte Diana
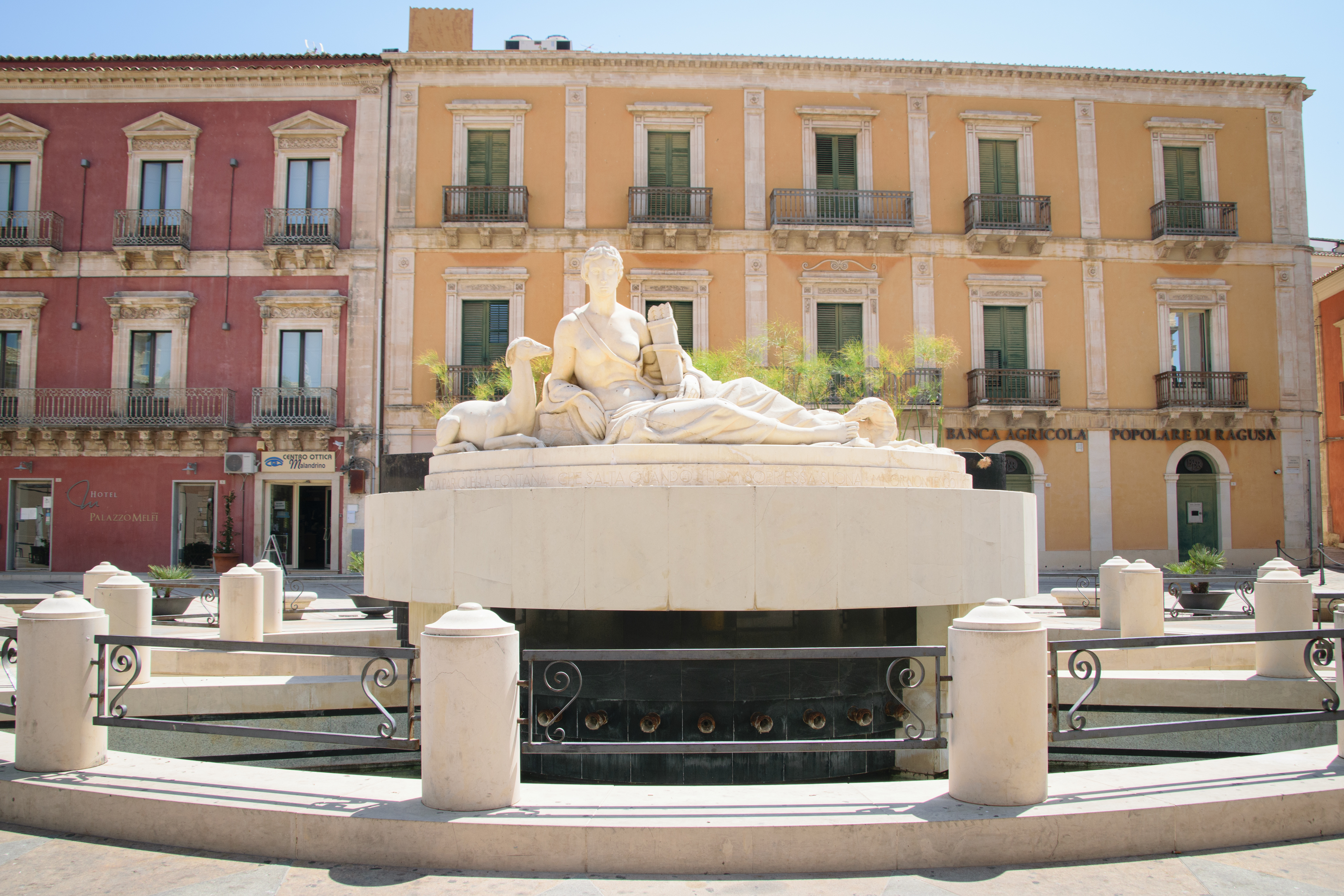
Comiso, Fonte Diana
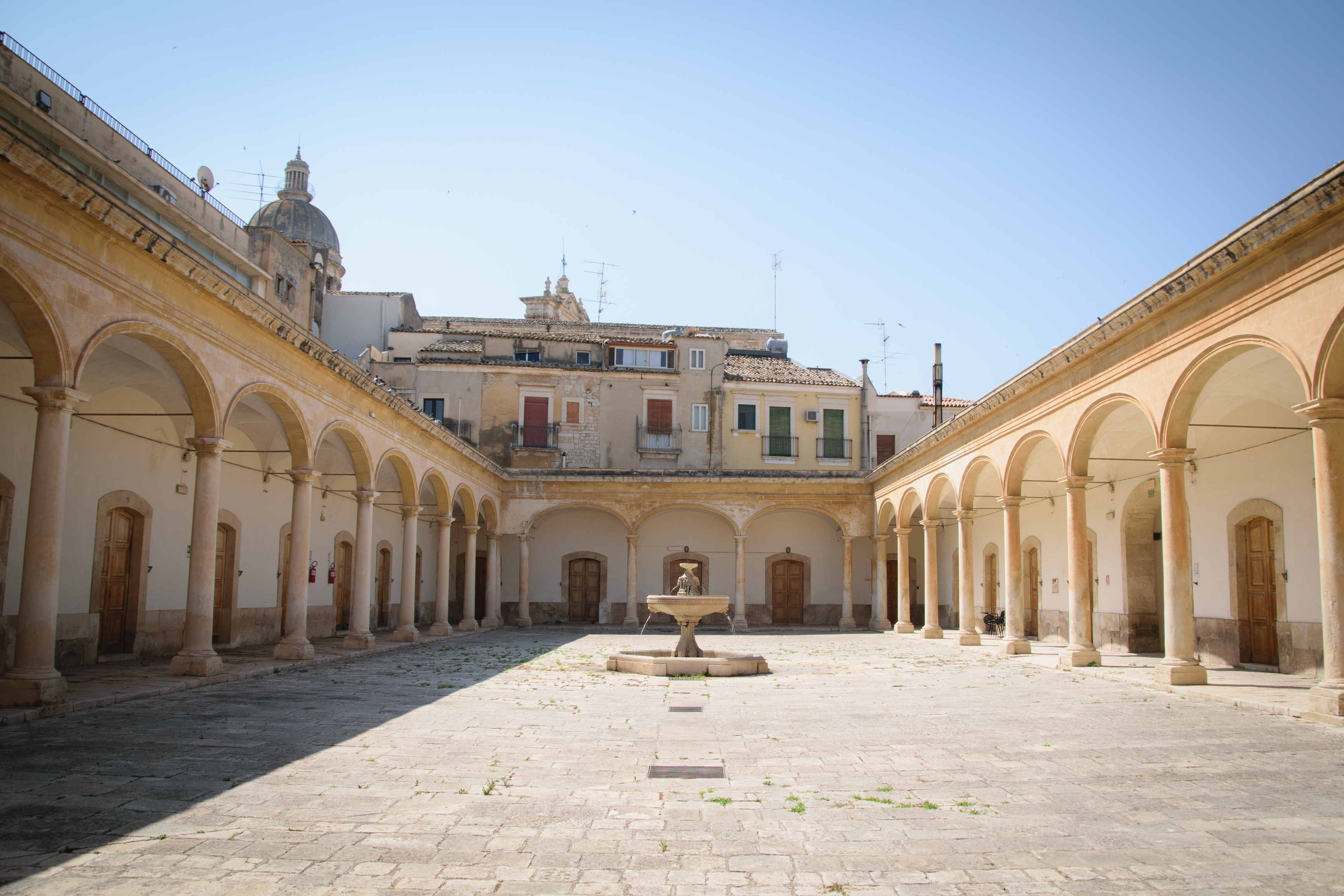
Comiso, ex Mercato ittico
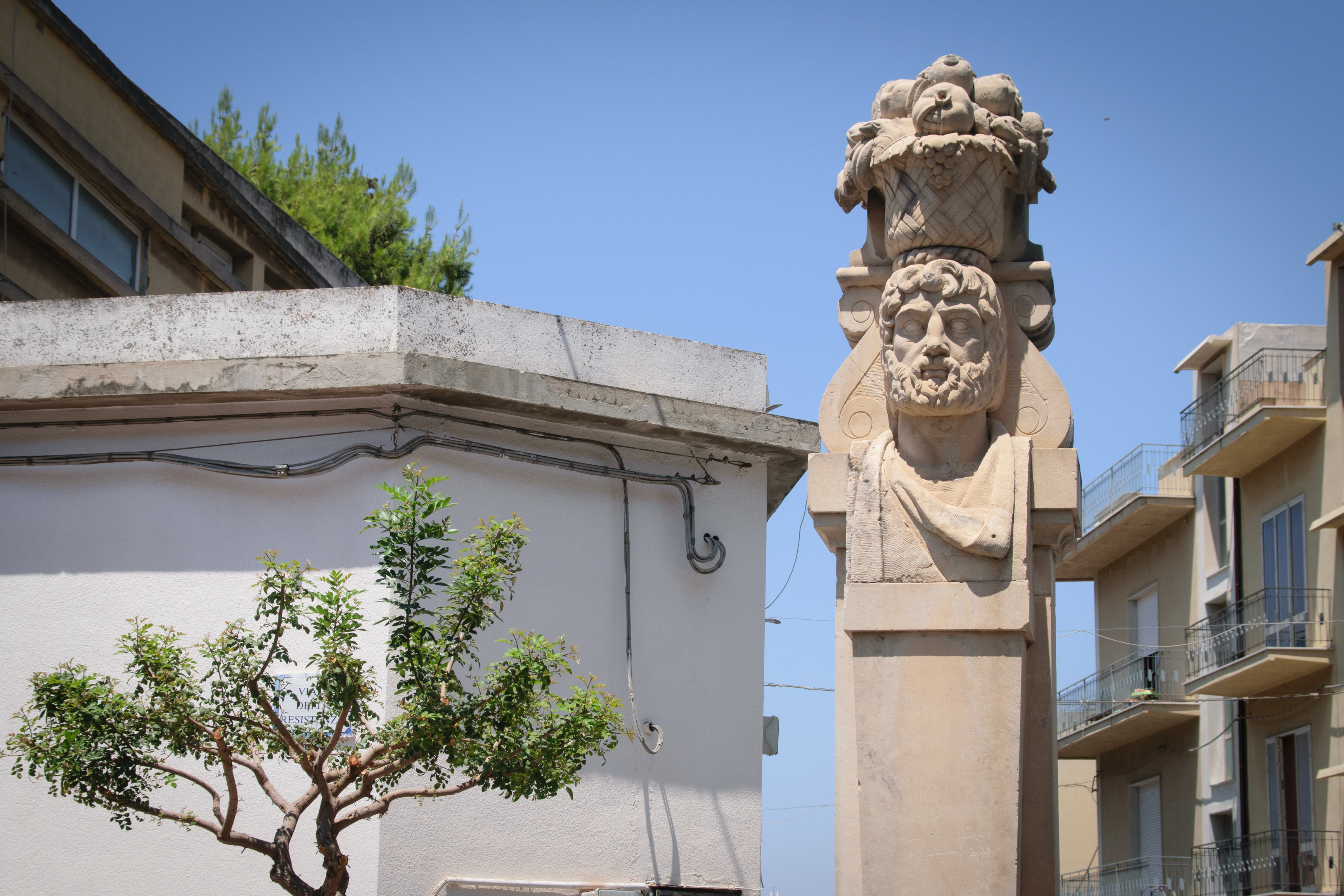
Comiso, telamone
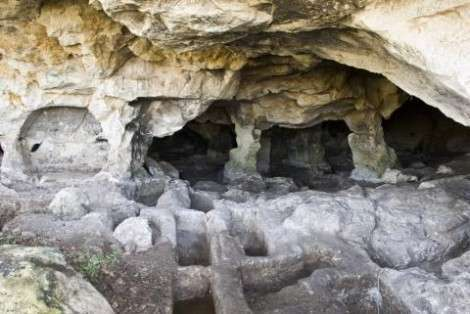
Una delle grotte di Cava Porcaro
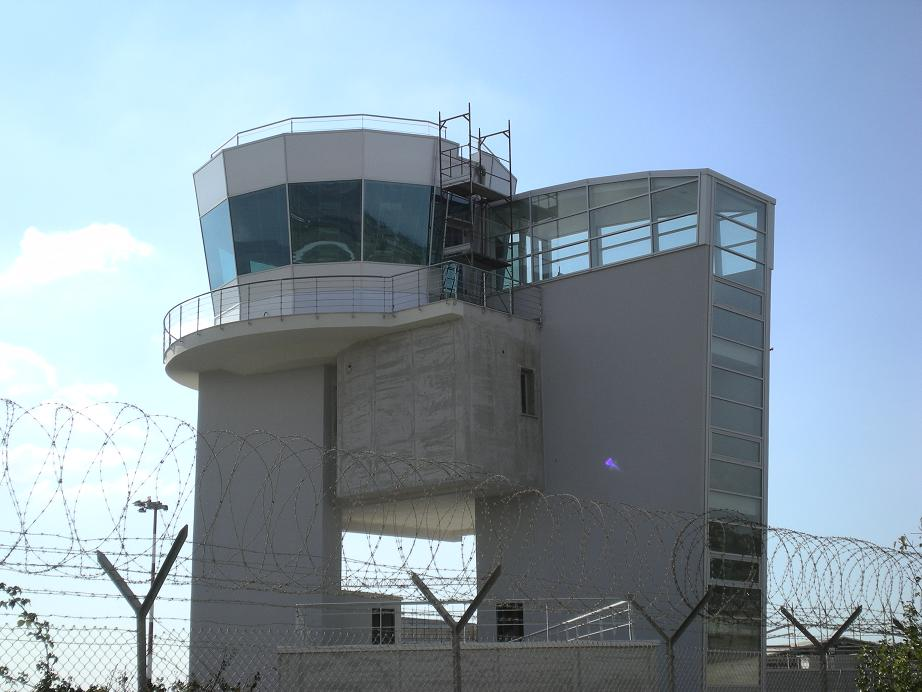
La torre di controllo del nuovo aeroporto